# Kirill Tarassov
Kirill Tarassov, né le 28 août 1997 à Tallinn, est un coureur cycliste estonien.

## Biographie
Kirill Tarassov commence à se consacrer au cyclisme à l'âge de 8 ans. 
En 2014, il est sacré champion national de VTT cross-country chez les juniors (moins de 19 ans). L'année suivante, il conserve ce titre et s'illustre également sur piste en devenant quadruple champion d'Estonie, dans la poursuite par équipes, la vitesse par équipes, la vitesse individuelle juniors et le kilomètre juniors. Il commence ensuite à courir chez les amateurs français en 2016, d'abord au Nantes Doulon VS. 
Pour la saison 2017, il intègre l'UVCA Troyes. Toujours actif en VTT, il conquiert un nouveau titre de champion national en cross-country, mais chez les espoirs. En 2018, il se classe troisième du championnat d'Estonie sur route espoirs. Peu après ce podium, il fait le choix de rejoindre le Team U Cube 17. Sous ses nouvelles couleurs, il se distingue en 2019 en remportant le Prix Marcel-Bergereau (élite nationale).
En 2021, il s'impose à trois reprises en France et obtient diverses places d'honneur. 

## Palmarès sur route

### Par année
- 2018
  - 3e du championnat d'Estonie sur route espoirs
- 2019
  - Prix Marcel-Bergereau
- 2021
  - Ronde du Lionnais[4]
  - Prix de La Trimouille
  - Grand Prix de Chasseneuil-du-Poitou
  - 2e du Tour du Pays Lionnais

### Classements mondiaux
| Année           | 2016   | 2017 | 2018   |
| --------------- | ------ | ---- | ------ |
| UCI Europe Tour | 1 845e |      | 2 130e |

## Palmarès en VTT

### Coupe du monde
- Coupe du monde de cross-country eliminator
  - 2022 : 22e du classement général

### Championnats nationaux
| - 2014 - Champion d'Estonie de cross-country juniors - 2015 - Champion d'Estonie de cross-country juniors - 2017 - Champion d'Estonie de cross-country espoirs - 2021 - 3e du championnat d'Estonie de cross-country - 2022 - Champion d'Estonie de cross-country short track - 3e du championnat d'Estonie de cross-country | - 2023 - 3e du championnat d'Estonie de cross-country marathon - 2024 - Champion d'Estonie de cross-country eliminator - 2e du championnat d'Estonie de cross-country short track - 2025 - Champion d'Estonie de cross-country eliminator - 2e du championnat d'Estonie de cross-country - 2e du championnat d'Estonie de cross-country short track |  |

## Palmarès sur piste
- 2015
  -  Champion d'Estonie de poursuite par équipes (avec Siim Kiskonen, Tair Stalberg et Kristo Enn Vaga)
  -  Champion d'Estonie de vitesse par équipes (avec Kristo Enn Vaga et Oliver Keller)
  -  Champion d'Estonie de vitesse juniors
  -  Champion d'Estonie du kilomètre juniors

## Palmarès en cyclo-cross
| - 2015-2016 - Champion d'Estonie de cyclo-cross juniors - 2016-2017 - 3e du championnat d'Estonie de cyclo-cross espoirs | - 2017-2018 - 3e du championnat d'Estonie de cyclo-cross espoirs |  |